# 哈里·巴洛
哈里·S·巴洛（英語：Harry S. Barlow，1860年4月5日—1917年7月16日），英国男子网球运动员。他曾获得1892年温布尔登网球锦标赛男子双打冠军。